# دار السلام (فلم)
دار السلام (بالفرنسية: Daresalam) فيلم دراما تشادي للمخرج عيسى سيرج كويلو سنة 2000. 
تم اعتباره أحد الأفلام الأفريقية القليلة التي عالجت موضوع الصراعات الداخلية التي عصفت بالقارة الأفريقية منذ الاستقلال.  وبينما تدور أحداث الفيلم في بلد أفريقي خيالي يُدعى دار السلام، فإنه يعكس الحرب الأهلية التي اجتاحت تشاد خلال الستينيات والسبعينيات.

## القصة
تدور أحداث الفيلم في دولة خيالية بوسط إفريقيا تسمى «دار السلام» وسط حرب أهلية. يظهر كشخصيتين رئيسيتين صديقين شابين، كوني (هيكل زكريا) ودجيمي (عبد الله أحمد)، حيث توقف وجودهم السلمي عندما تُضايق الحكومة المركزية سكان القرية وتُرغمهم على دفع ضرائب جديدة للمساعدة في خوض الحرب الأهلية.
ويترتب على ذلك نقاش ساخن، يتطور لمقتل مسؤول حكومي، مما يتسبب في أعمال انتقامية تُجاه سكان القرية. يمرّ كوني ودجيمي الآن مع الآخرين إلى التمرد، لكن المتمردين انقسموا في النهاية، مع بقاء دجيمي مع المتشددين وكوني يتحول بدلاً من ذلك إلى فصيل يدعم التسوية مع الحكومة، وبالتالي ينفر الصديقين. سيتم إعدام كوني لاحقًا في انقلاب، بينما سيترك دجيمي المتمردين ويعود إلى قريته مع أرملة حرب وآلة خياطة تركها له أحد المقاتلين الذين سقطوا، حيث يمكنه محاولة بدء حياة جديدة لنفسه و عائلته.

## روابط خارجية
- مقالات تستعمل روابط فنية بلا صلة مع ويكي بيانات